# عبد العزيز بن عمار
عبد العزيز بن عمار (ولد في 6 جويلية 1992) هو لاعب جودو تونسي.